# نیترواستانیلید
نیترواستانیلید (به انگلیسی: Nitroacetanilide) با فرمول شیمیایی C8H8N2O3 یک ترکیب شیمیایی با شناسه پاب‌کم ۷۶۹۱ است. که جرم مولی آن ۱۸۰.۱۶ g/mol می‌باشد. شکل ظاهری این ترکیب، جامد، زرد متمایل به سبز یا قهوه‌ای است.